# Bitwa morska pod Myeongnyang
Bitwa morska pod Myeongnyang – starcie zbrojne, które miało miejsce 26 października 1597 r. w trakcie wojny koreańsko-japońskiej (1592–1598).
W roku 1597 flota japońska w sile ponad 400 jednostek i 20 000 ludzi popłynęła w kierunku miejsca stacjonowania niewielkich sił koreańskich, dowodzonych przez admirała Yi Sun-sina. Koreański dowódca, obawiając się przewagi Japończyków, postanowił uniknąć walki na pełnym morzu, wciągając przeciwnika w wąski przesmyk pomiędzy wyspą Jindo a półwyspem. 26 października Koreańczykom udało się zwabić w trakcie odpływu okręty japońskie do przesmyku. Jednostki te nie mogąc pokonać olbrzymich fal odpływowych, rozbijały się o skały, a okręty, którym udało się uniknąć zatopienia, padały ofiarą ostrzału artyleryjskiego prowadzonego przez okręty koreańskie ukryte za przesmykiem. Japończycy utracili ponad 100 okrętów i kilka tysięcy ludzi. Zginął m.in. admirał Michifusa Kurushima.